# Congorood
Congorood is, net als methyloranje en methylrood, een azokleurstof en wordt onder andere als pH-indicator gebruikt. Congorood slaat bij een pH van 3,0 naar 5,2 van blauwviolet naar roodoranje om en is daardoor geschikt als indicator bij de zuur-basetitraties.
Alhoewel het zich sterk bindt aan cellulosevezels wordt congorood voor het verven van katoen en papier niet meer gebruikt, vooral omdat de kleur verandert bij aanraking met zweterige vingers, het in de was doorloopt en het giftig is. In een fotometer vertoont congorood een absorptiemaximum bij ongeveer 500 nm (boven pH 6). Met water vormt het een colloïdale oplossing. In organische oplosmiddelen zoals ethanol lost het echter veel beter op.
De structuurformule geeft een ongedissocieerde congoroodmolecule weer. Commercieel gezien wordt congorood overwegend als dinatriumzout verhandeld en toegepast, waarbij de beide sulfonzuurgroepen (-SO3H) gedeprotoneerd zijn.

## Geschiedenis
Congorood werd voor het eerst gemaakt in 1883 door Paul Bottiger, die werkte bij het Friedrich Bayer bedrijf in Elberfeld, Duitsland. Hij zocht naar textielverven waarbij een mordant (hechtmiddel) niet nodig was. Daar het bedrijf niet geïnteresseerd was in deze helderrode kleur, vroeg hij onder zijn eigen naam patent aan en verkocht het aan AGFA in Berlijn. AGFA bracht de verf onder de naam Kongorot op de markt, een aansprekende naam toentertijd in Duitsland tijdens de in 1884 gehouden Koloniale Conferentie van Berlijn, een belangrijke gebeurtenis in de kolonisatie van Afrika. De verf was een groot zakelijk succes voor AGFA. Gedurende de daarop volgende jaren werden om dezelfde redenen andere verven geïntroduceerd met gebruikmaking van de naam Congo: Congo rubine, Congo corinth, brilliant Congo, Congo orange, Congo brown en Congo blue.

## Toepassingen

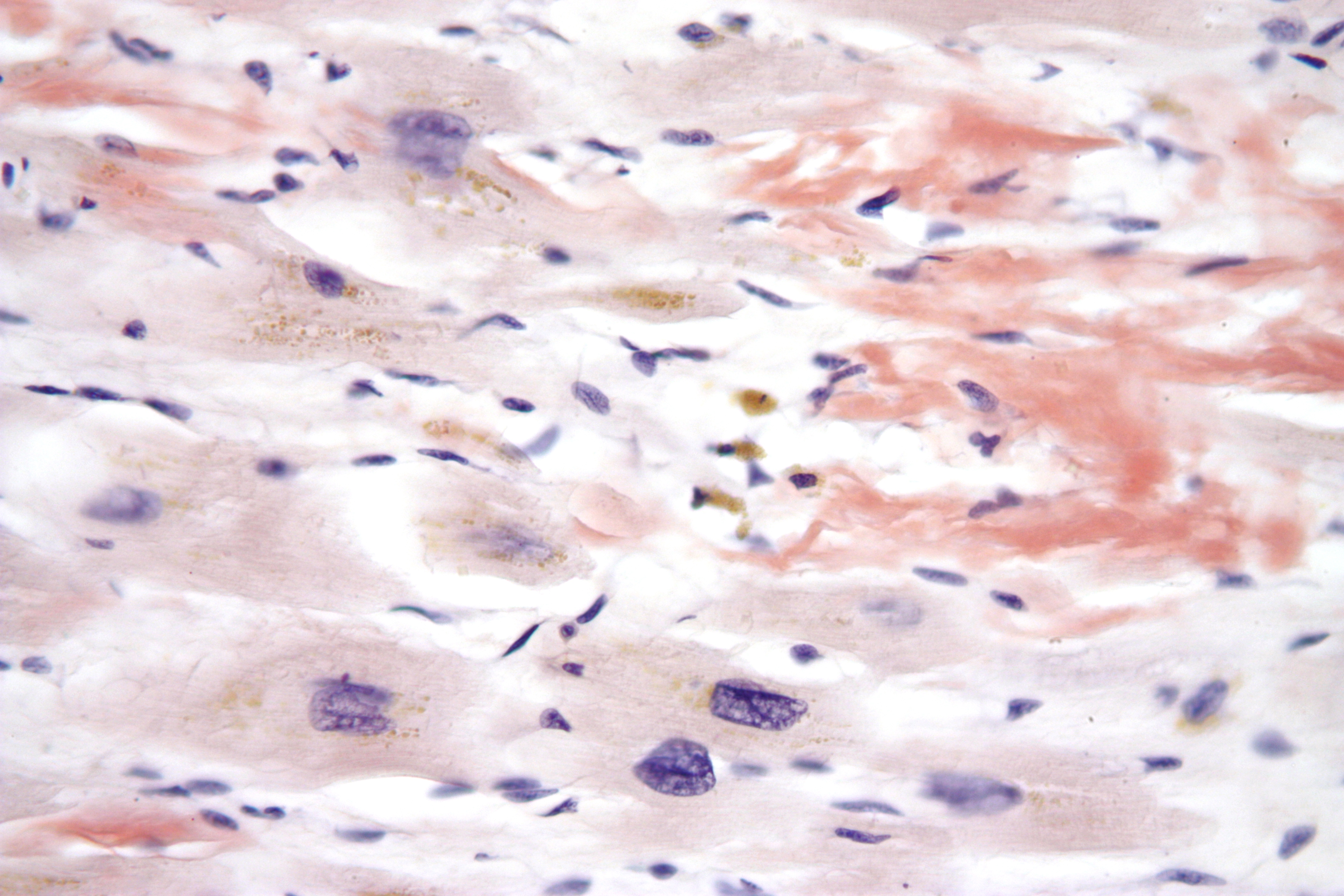
Micrograaf met amyloïdeneerslag (rood-oranje) bij hartamyloïdose. Gekleurd met congorood.

In de biologie wordt congorood gebruikt bij voedselonderzoeken. Eencelligen worden met gisten, die met congorood gekleurd zijn, vervoedert, waarbij men de voedselopname en de enzymatische vertering kan onderzoeken.
In de pathologie wordt congorood gebruikt voor het aantonen van amyloïdeafzettingen, die op amyloïdose wijzen.
Congopapier is een pH-indicatorpapier vergelijkbaar met lakmoespapier, dat een kleuromslag van rood naar blauw vertoont bij een pH-waarde van 3,0 naar 5,0. Het wordt speciaal gebruikt voor het aantonen van melkzuur, bijvoorbeeld in bacterieculturen (colibacteriën), voor de neutralisatieanalyse alsook voor het aantonen van vrij voorkomend zoutzuur in de maag.